# Balije Thüringen
Thüringen was een balije binnen de Duitse Orde.

## Verwerving van de bezittingen van de balije
Omstreeks 1236 is er voor het eerst sprake van de balije Thüringen-Saksen in een verdrag van de commanderij Bremen. Omstreeks 1283 werd de balije verdeeld in een balije Thüringen en een balije Saksen. Omstreeks 1200 kreeg de orde een terrein bij Halle om een hospitaal te stichten. In 1214 schonk keizer Frederik II het hospitaal in Altenburg en twee jaar later goederen in Nennwitz. In Nennwitz werd op zijn laatst in 1248 een commanderij gesticht, welke echter omstreeks 1300 werd opgeheven, waarna de goederen met Altenburg werden verenigd. Ook het in 1221 overgedragen augustijner koorherensticht in Porstendof wist de Orde niet te behouden. De broeders verhuisden naar Altenburg. Voor 1221 verwierf de Orde goederen in Zwätzen. De daar gestichte commanderij werd de zetel van de landcommandeurs van Thüringen. In Nägelstedt bestond al in 1221 een commanderij. De voogden van Plauen schonken de Orde patronaatsrechten in de parochiekerk van Plauen. In Mühlhausen stichtte de Orde zelfs twee priesterconventen met aan het hoofd twee commandeurs: één in de Altstadt en één in de Neustadt. In 1258 kreeg de Orde van Konradijn de patronaatsrechten in de kerk van Eger. In 1264 kwamen daar de patronaatsrechten in Reichenbach bij. In 1278 droeg de bisschop van Meißen de orde het augustijner koorherensticht Zschillen, het huidige Wechselburg. In 1285 ontving de Orde patronaatsrechten in Schleiz en Weimar, 1289 in Asch en Adorf. In Wallhausen verwierf de Orde 1292 goederen, die in 1331 tegen dorp en vesting Liebstedt werden geruild. In 1306 verwierf de Orde patronaatsrechten in Saalfeld. In 1340 werd de burcht Vargula gekocht, welke echter al in 1385 afgestaan moest worden. De commanderij Griefstedt werd in 1284 aan de balije Marburg afgestaan evenals de hof in Erfurt in 1300.

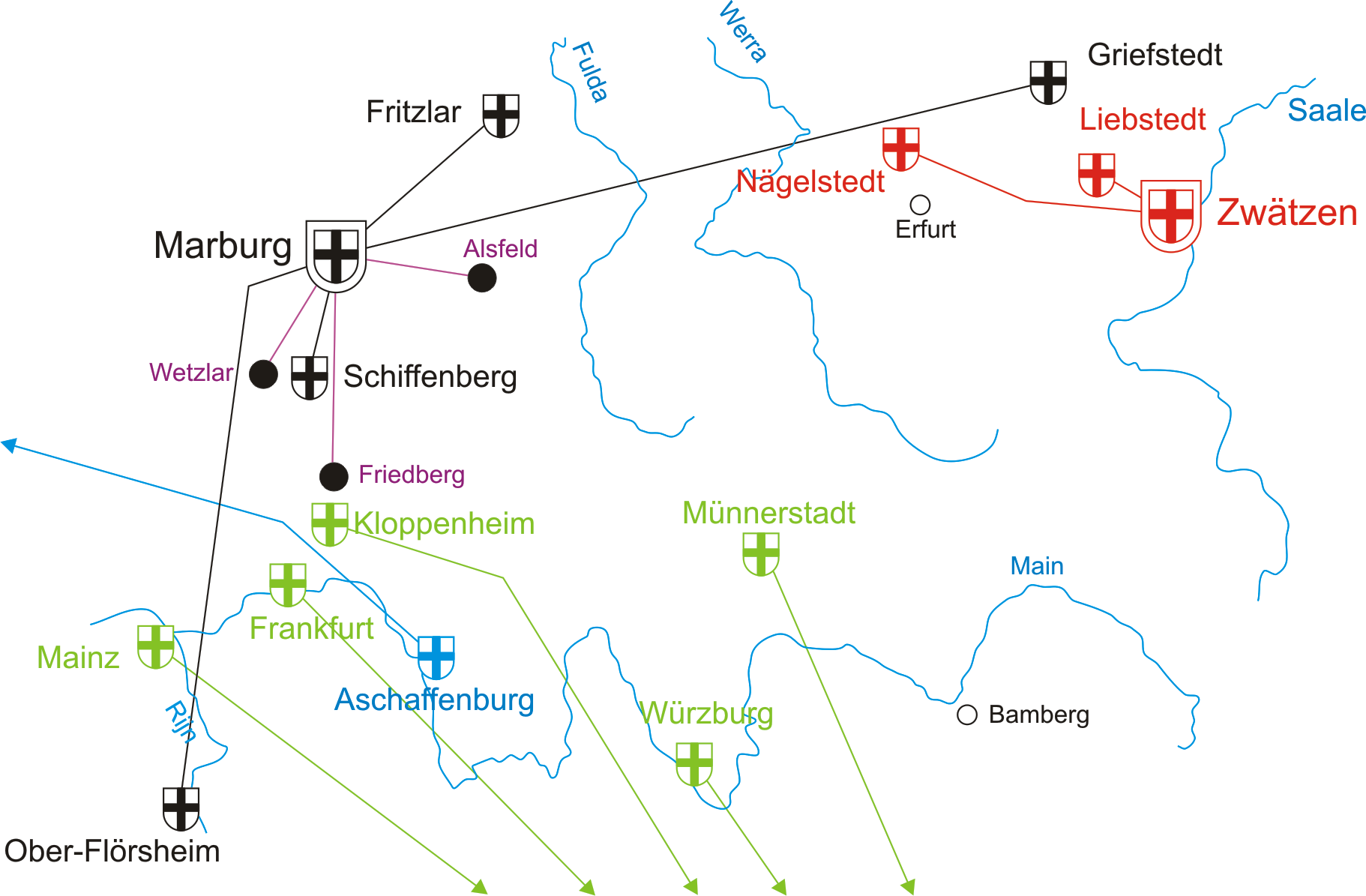
de commanderijen van de balijen Thüringen en Marburg

## Overzicht van de commanderijen voor de Reformatie
- Zwätzen (nu deel van Jena)
- Adorf
- Altenburg
- Asch
- Eger
- Halle
- Liebstedt
- Mühlhausen
- Nägelstedt (nu deel van Bad Langensalza)
- Plauen
- Reichenbach
- Saalfeld
- Schleiz
- Weimar
- Zschillen

## Commanderijen na de Reformatie
Tijdens de reformatie kwam de balije in handen van de protestante keurvorsten van Saksen en de meeste commanderijen gingen verloren.
Over bleven:
- Zwätzen
- Liebstedt
- Nägelstedt

In 1809 werd de Duitse Orde binnen de landen van de Rijnbond opgeheven. De bezittingen van de balije Thüringen kwamen in het bezit van het koninkrijk Saksen. In 1815 stond Saksen Zwätzen, Liebstedt en Nägelstedt af aan Saksen-Weimar. De eerste twee werden ondergebracht in het nieuw gevormde ambt Zwätzen. Reeds een jaar later werd dit ambt opgeheven en samengevoegd met het ambt Jena.